# Lepidium acutidens
Lepidium acutidens är en korsblommig växtart som först beskrevs av Asa Gray, och fick sitt nu gällande namn av T.J. Howell. Lepidium acutidens ingår i släktet krassingar, och familjen korsblommiga växter. Inga underarter finns listade i Catalogue of Life.